# Bianca Shomburg
Bianca Shomburg (født d. 17. september 1974 i Bielefeld, Nordrhein-Westfalen, Tyskland) er en tysk sanger, som repræsenterede Tyskland ved Eurovision Song Contest 1997 med sangen "Zeit". I 1996 vandt hun den første udgave af det internationale European Soundmix Show med sin imitation af Celine Dion.